# 前鱗笛鯛
前鱗笛鯛，為輻鰭魚綱鱸形目鱸亞目笛鯛科的其中一種，分布於印度西太平洋區，從塞席爾群島至新幾內亞、菲律賓海域，棲息深度70-80公尺，體長可達30公分，棲息在珊瑚礁、岩礁海域，屬肉食性，可做為食用魚。

## 擴展閱讀
維基物種上的相關：前鱗笛鯛